# Horacio Aiello
Horacio Aiello (23 de marzo de 1923 — 25 de octubre de 2001) fue un periodista y locutor argentino.
Fue el autor de la famosa frase: "A la izquierda de su pantalla, señora" que utilizaba en las transmisiones de fútbol del Canal 7.

## Trayectoria
En 1983 organizó el campeonato "Proyección '86", de donde surgieron los futbolistas Claudio Caniggia, Christian Bassedas y Marcelo Espina.
Trabajó en Radiodifusión Argentina al Exterior (RAE) y estuvo a cargo de la filial de Radio Nacional en Córdoba.